# Magdal, Bidar
Magdal là một làng thuộc tehsil Bidar, huyện Bidar, bang Karnataka, Ấn Độ.